# 纪子庚墓
29°13′59.2″N 121°56′16.2″E / 29.233111°N 121.937833°E
纪子庚墓是慈善家纪子庚与其父母的合葬墓，位于浙江省象山县石浦镇汝溪自然村口，石浦汽车东站西南100米。墓葬建于1933年，为“落地龙头式”，墓前祭坛左侧设有“国立北京大学教授马叙伦撰并书”墓志铭，墓前立蔡元培题“纪子庚先生之墓”碑为原样复制。2007年10月，纪子庚墓被列入象山县文物保护单位，2023年6月成为浙江省文物保护单位。